# Alexander Wassiljewitsch Bortnikow

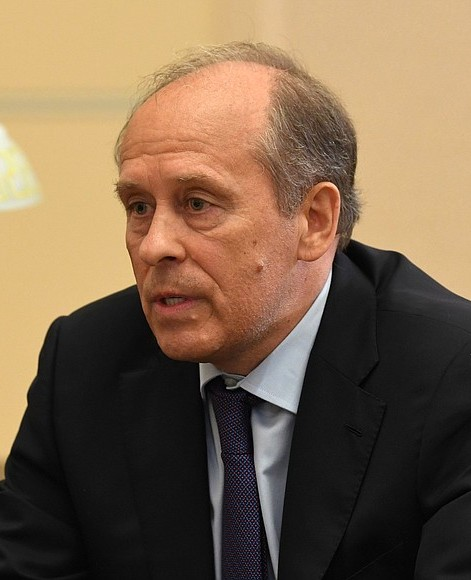
Alexander Bortnikow (2020)

Alexander Wassiljewitsch Bortnikow (russisch Александр Васильевич Бортников; * 15. November 1951 in Molotow, heute Perm) ist ein russischer General und seit dem 12. Mai 2008 Leiter des russischen Inlandsgeheimdienstes FSB.

## Leben
Bortnikow wurde nach dem Amtsantritt von Staatspräsident Medwedew Nachfolger von FSB-Direktor Nikolai Patruschew, dem nachmaligen Sekretär des Sicherheitsrats. Er hat den militärischen Rang eines Armeegenerals.
Zu Beginn des Russisch-Ukrainischen Kriegs wurde er am 25. Juli 2014 auf die Sanktionsliste der Europäischen Union (EU) gesetzt.
Im Dezember 2017 warnte Bortnikow in einer Rede nicht nur vor fremden Geheimdiensten, sondern machte Aussagen, die von Mitgliedern der Akademie der Wissenschaften sogleich kritisiert wurden, weil er als Top-Beamter erstmals seit dem XX. Parteitag der KPdSU von 1956 „die Massen-Repression von 1930–1940 gerechtfertigt“ habe.
Nach dem Giftanschlag auf Alexei Nawalny wurde er im Oktober 2020 von der EU erneut mit einem Einreiseverbot und einer Kontensperre sanktioniert. Unter Präsident Joe Biden erließen die USA am 2. März 2021 Sanktionen in Form von Kontensperrungen gegen dieselben sieben Personen, die von der EU im Oktober 2020 wegen des Giftanschlags sanktioniert wurden.
Kurz nach Beginn der ukrainischen Kursk-Offensive, die am 6. August 2024 begann, ordnete Bortnikow als Leiter und Vorsitzender des Nationalen Ausschusses für Terrorismusbekämpfung am 9. August eine Antiterrorismus-Operation gegen die ukrainischen Streitkräfte an.